# Nayma Mingas
Nayma Mingas, właśc. Cláudia Carina Branco Lima Rodrigues Mingas (ur. 25 stycznia 1974 w Lizbonie) – angolsko-portugalska modelka, aktorka głosowa, osobowość telewizyjna.

## Życiorys
Jest córką Ruya Mingasa – piosenkarza, autora hymnu Angoli i byłego ambasadora Angoli w Portugalii, oraz jego żony Juliety Cristiny da Silva Branco Lima. Ma siostrę Katilę.
Rozpoczęła pracę jako modelka w Portugalii. Pracowała na kontraktach i zleceniach w Hiszpanii, Brazylii, Francji, Niemczech i Austrii.
W 2010 użyczyła głosu księżniczce Tianie w portugalskim tłumaczeniu filmu Księżniczka i żaba. W tym samym roku była gospodynią Projecto Moda, portugalskiej wersji Project Runway. W latach 2010–2013 była sędziną w programie Elite Model Look Angola.
W 2017 trafiła na okładkę magazynu „Máxima” (wraz z Amilną Estêvão).
W 2004 opublikowała książkę Nayma – A Arte de um rosto perfeito.